# Чемпіонат України з пляжного футболу 2013

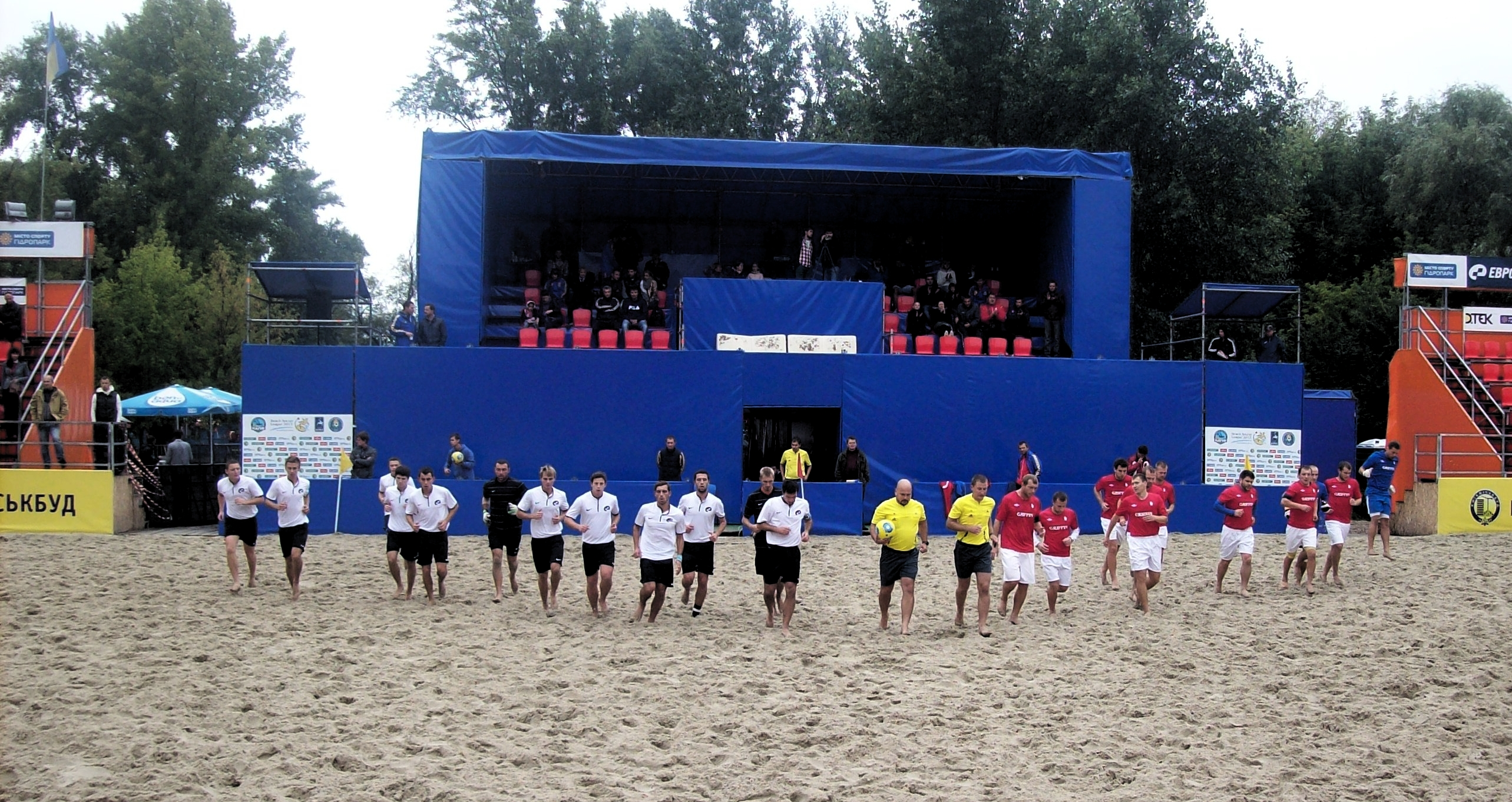
Півфінал. «Євроформат» (біло-чорна форма) і «Гріффін» (червоно-біла форма)

Чемпіонат України з пляжного футболу 2013 — одинадцятий чемпіонат України з пляжного футболу, який відбувся 28 серпня — 1 вересня 2013 у Києві на стадіоні «Гідропарк Арена» за участю 8 команд. Переможець: «Артур М'юзік» (Київ)
Формат змагань: з двох груп (по 4 клуби в кожній) у півфінал виходять по 2 найкращі команди, переможці півфіналі зустрінуться у фіналі, а переможені — в грі за 3-є місце.
Група «А»: «Євроформат» (Київ), «Витязь» (Дніпропетровськ), «Артур М'юзік» (Київ), «Цетус» (Черкаси).
Група «Б»: «ФарсіФарм» (Київ), «Вибір» (Дніпропетровськ), «Гріффін» (Київ), «Брікселл» (Запоріжжя). 
Груповий етап — 28-30 серпня, півфінали — 31 серпня, матч за 3-є місце та фінал — 1 вересня.
За результатами групових змагань у півфінали вийшли «Євроформат» (Київ), «Вибір» (Дніпропетровськ), «Гріффін» (Київ) та «Артур М'юзік» (Київ).
Гра за 3-є місце: «Вибір» — «Євроформат» — 6:1
Фінал: «Артур М'юзік» — «Гріффін» — 3:0